# Studierendenparlament
Das Studierendenparlament oder Studentenparlament, abgekürzt StuPa oder SP, ist in der Regel das höchste beschlussfassende Wahlgremium (Organ) einer verfassten Studierendenschaft in Deutschland, vornehmlich in den nord- und westdeutschen Bundesländern. Es wählt und beauftragt den Allgemeinen Studierendenausschuss (AStA) und beschließt über die Satzung sowie den Haushalt der Studierendenschaft.

## Wahlperioden und Wahlsysteme
Die Mitglieder des Studierendenparlamentes werden in der Regel von allen eingeschriebenen Studierenden der jeweiligen Hochschule gewählt. Die Amtsperiode des Parlamentes dauert zumeist ein Jahr. Sehr selten findet man auch noch kürzere Wahlperioden von einem Semester (Halbjahr). An den Schweizer Universitäten Bern (SUB) und Zürich (VSUZH) sowie der Fernuniversität Hagen dauert eine Amtsperiode hingegen sogar zwei Jahre.
Häufig werden die Studierendenparlamente heute nach dem Prinzip der Listen- oder Verhältniswahl gewählt, bei dem verschiedene Vereinigungen („Listen“), um die Gunst der Studierenden werben und die Parlamentssitze im Verhältnis der auf die jeweiligen Listen abgegebenen Wählerstimmen verteilt werden. Üblicherweise treten einige Listen an, die den Hochschulverbänden der politischen Parteien angehören, wie beispielsweise der RCDS, die Juso-Hochschulgruppen, Campusgrün oder die Linke.SDS. Andere Listen sind parteiunabhängig. Vereinzelt findet auch das Prinzip der Personen- oder Mehrheitswahl Anwendung, bei dem anstelle von Listen Einzelkandidaten zur Wahl stehen.
Die Wahlbeteiligung ist seit den 1960er Jahren kontinuierlich gesunken. 2001 wurden in Bonn 14,1 % erreicht. An der Universität Bremen lag die Wahlbeteiligung in der Vergangenheit mitunter deutlich unter 10 %. 1966 erreichte das Kölner Studentenparlament eine phänomenale Wahlbeteiligung von 62 % dadurch, dass auf Initiative des AStA ein Kölner Autohaus einen rubinroten VW Käfer 1300 stiftete, der unter allen Wählern verlost wurde.

## Geschichte
Studierendenparlamente in dem beschriebenen Sinne gibt es an den meisten deutschen Hochschulen erst seit den 1960er Jahren. Zuvor gab es häufig nur den AStA als alleiniges Vertretungsorgan, der somit die Funktionen von beschlussfassendem und ausführendem Organ auf sich vereinigte.
Lediglich an einigen größeren Universitäten wurden bereits seit den späten 1940er Jahren getrennte beschlussfassende Organe gewählt, die anfangs noch unterschiedliche Bezeichnungen trugen, z. B. Konvent (FU Berlin, Universität München), „Studentenversammlung“ (Universität Hamburg) oder auch „Studentenrat“ (Universität Göttingen). Allerdings wurden alle diese Gremien damals noch nach dem Mehrheitswahlrecht gewählt, während sich das heute übliche Listenwahlrecht erst seit den sechziger Jahren erhöhte Verwendung fand.
Verschiedene Studierendenschaften und selbst das Landeshochschulgesetz in Baden-Württemberg beschreiben diese beiden Vertretungsorgane bisweilen als „Legislative“ und „Exekutive“. Sie haben jedoch keine gesetzgeberische Kraft wie ein Bundes- oder Landesparlament. Sowohl beschlussfassendes als auch ausführendes Organ sind Teil der Exekutive analog zur kommunalen Selbstverwaltung.

## Größe
Die Größe der Vertretung ist in den Satzungen bzw. in den Hochschulgesetzen geregelt. Teilweise schreiben die Satzungen eine ungerade Zahl von Sitzen vor, zum Beispiel in Köln 51 Mitglieder, in Aachen 41 und in Gießen 33. Kleinere Hochschulen, wie zum Beispiel die Hochschule Bonn-Rhein-Sieg, begnügen sich mit 15, die Kunsthochschule für Medien in Köln mit 10 Mitgliedern.

## Abweichende Bezeichnungen
Regional sind abweichende Bezeichnungen für das oberste studentische Wahlgremium möglich. So heißt es etwa im Bremischen Hochschulgesetz bis heute offiziell Studierendenrat.  In der deutschsprachigen Schweiz ist der Ausdruck Studenten- oder Studierendenrat ebenfalls weit verbreitet; ein Studentenparlament gibt es dort nur an der Universität St. Gallen.
In einigen Bundesländern in Deutschland werden die Aufgaben von Studierendenparlament und AStA in einem Studierendenrat vereint.
In den Unabhängigen Studierendenschaften, einer freiwilligen Organisationsform der Studierenden ohne gesetzliches Mandat in Bayern (und bis 2012 in Baden-Württemberg) gibt es aufgrund der zum Teil abweichenden Wahl- und Vertretungsstrukturen ebenfalls zahlreiche andere Bezeichnungen. Studierendenparlamente existieren dort nicht an allen Universitäten.